# Vinnie Vincent
Vinnie Vincent (született: Vincent John Cusano) (Bridgeport, Connecticut, 1952. augusztus 6. –) amerikai gitáros és dalszerző. A Kiss együttes egykori tagja, valamint saját zenekarának a Vinnie Vincent Invasion-nek az egykori tagja.

## Fiatalkora
Vincent Bridgeportban született két zenész, Theresa Ferraro és Alfonso Cusano gyermekeként. 1980-ban Los Angelesbe költözött, ahol a Happy Days és a Joanie Loves Chachi c. televíziós sorozatok dalszerzőjeként dolgozott.

## Kiss (tag: 1983-1984, dalszerző: 1992)
Miután Adam Mitchell bemutatta Vincentet a Kissnek, hamar bekerült a zenekarba. Először csak mint dalszerző került képbe, a "Creatures Of The Night" lemezen 6 számban játszotta fel a gitártémákat, valamint az "I Love It Loud", az "I Still Love You" és "Killer" c. számok megírásában is részt vett. Bár a lemez megjelenésekkor a Kiss együttes gitárosa hivatalosan még Ace Frehley volt, mivel a zenekar vele nem tudta rendezni a nézeteltéréseiket, a turné kezdetére már Vinnie volt a Kiss gitárosa hivatalosan is.
1983-ban vele vette le a Kiss a "maszkot" egy MTV adás keretén belül, ezzel mintegy lezárva a festett korszakot.
A következő Kiss lemezen a "Lick It Up"-on, a "Creatures Of The Night"tal ellentétben, már ő volt feltüntetve a Kiss gitárosaként. Ezen a lemezen 8 dal megírásában működött közre, többek közt a címadó "Lick It Up" sláger írásában is. Miközben a zenekar megújult a külsőségekben, belső ellentétek kezdtek kialakulni Vincent valamint Stanley és Simmons között. Nem tudtak ugyanis megegyezni Vinnie fizetéséről és szerepéről a zenekaron belül.
Az utolsó csepp egy Québecben tartott koncert volt. Vincent belekezdett egy improvizációk sorozatából álló gitárszólóba. Ezzel roppant kellemetlen helyzetbe hozta a többieket, hiszen ezt nem beszélték meg előre, így ők csak állhattak a színpadon és nézhették, hogy mi sül ki ebből. Ezt követően 1984 márciusában, a "Lick It Up" turné befejeztével kitették a zenekarból, a helyére pedig Mark St. John érkezett.
Vincent öröksége a Kissben mindenesetre megkérdőjelezhetetlen, hisz ő lehelt életet a Kissbe a 80-as évek eleje-közepén. Bár rövid ideig volt csak a zenekar tagja, mégis sok sikeres dal fűzhető a nevéhez. Nem véletlen, hogy a rossz kapcsolat és zűrös elválás ellenére is felkérte a zenekar, hogy működjön közre az 1992-es "Revenge" album megírásában. Az együttműködés sikerre vezetett, hisz vele írták az "Unholy", a "Heart Of Chrome" és az "I Just Wanna" c. dalokat.

## Vinnie Vincent Invasion (1984-1989)
A Kisstől való elválást követően világ körüli útra indult. Az út után megalapította saját maga után elnevezett zenekarát, a Vinnie Vincent Invasiont. Az első lemezen még az egykori Journey énekes Robert Fleischman volt az énekese, a második lemezen azonban már Mark Slaughter töltötte be ezt a pozíciót. Mark csatlakozását követően a Vinnie Vincent Invasion készíthette el a Rémálom az Elm utcában 4. c. film betétdalát, melynek címe: "Love Kills".
A zenekar 1989-es felbomlását követően az énekes Mark Slaughter és a basszusgitáros Dana Strum megalapította az 1980-as évek végén, 1990-es évek elején népszerű Slaughter zenekart.

## Diszkográfia
Kiss
- Creatures of the Night (1982)
- Lick It Up (1983)
- Revenge (1992) dalszerző

Válogatás lemezek
- Smashes, Thrashes & Hits (1988)
- Alive III (1993) dalszerző
- MTV Unplugged (1993) dalszerző
- The Box Set (2001)
- The Very Best of Kiss (2002)
- Kiss Symphony: Alive IV (2003) dalszerző
- The Best of Kiss, Volume 2: The Millennium Collection (2004)
- The Best of Kiss, Volume 3: The Millennium Collection (2006) dalszerző
- Kiss Alive! 1975-2000 (2006) dalszerző
- The Best of KISS: Green Series (2008)
- Playlist Plus (2008)
- Playlist Your Way (2008)
- Jigoku-Retsuden (2008) dalszerző
- 15 Classics (2008) csak digitálisan letölthető
- 15 Discoveries (2008) csak digitálisan letölthető
- 45 The Complete Collection (2008) csak digitálisan letölthető
- Alive! The Millennium Concert (2008) dalszerző & csak digitálisan letölthető
- Sonic Boom Disc 2 (Kiss Klassics) (2009) dalszerző

Vinnie Vincent Invasion
- Vinnie Vincent Invasion (1986)
- All Systems Go (1988)
- Euphoria (EP) (1996)

Wendy O. Williams
- WOW dalszerző

Peter Criss
- Let Me Rock You (1982)

John Waite
- No Brakes (1984) dalszerző

Dan Hartman
- Instant Replay (1978)

Treasure
- Treasure (1977 Epic)

The Bangles
- Everything (1988) dalszerzőés gitár a "Make a Play for Her Now" c. számon

Tribute album
- Kiss My Ankh: A Tribute To Vinnie Vincent (2008)